# شیتل

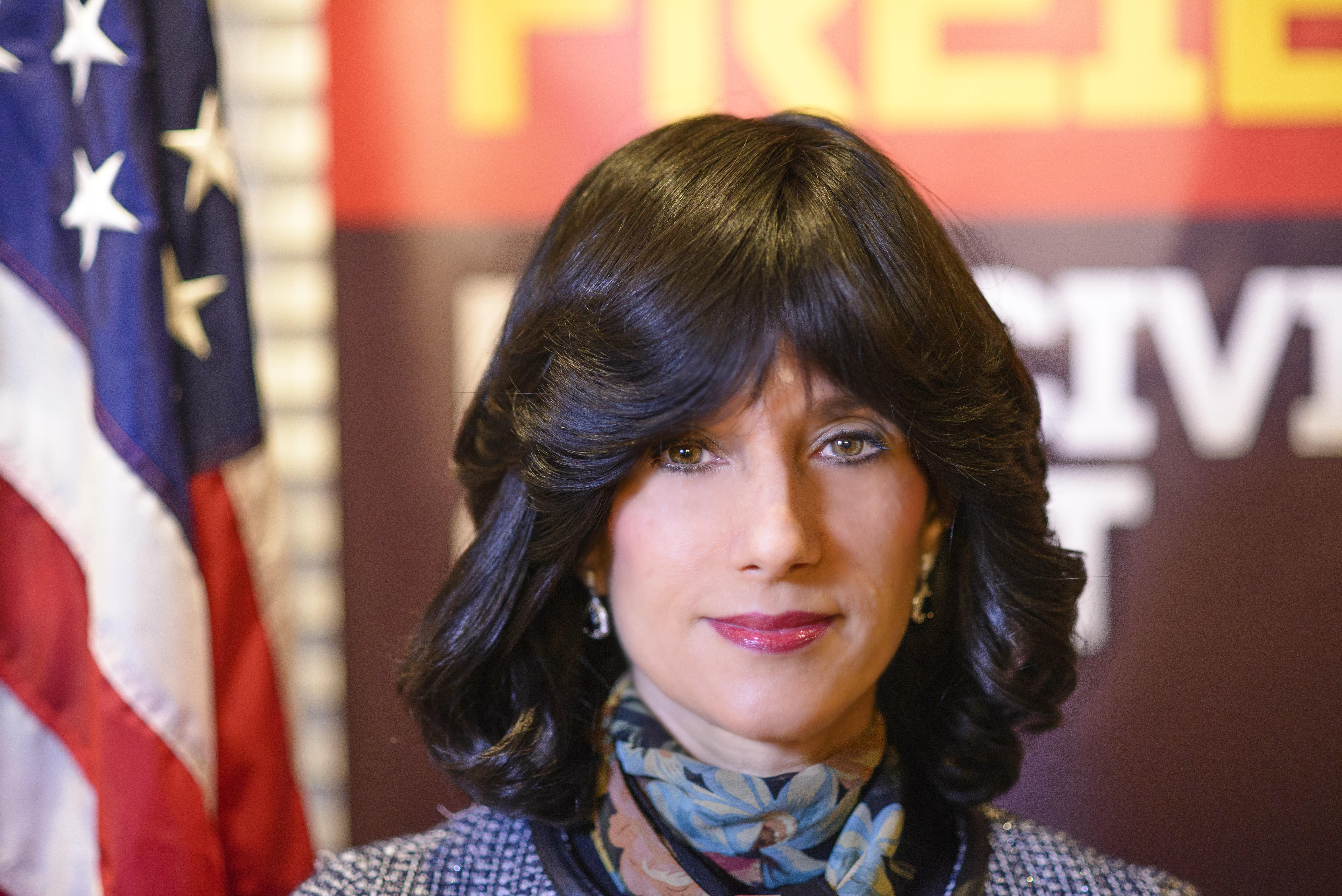
قاضی راخل فرایر، یک یهودی حسیدی متأهل که شیتل بر سر دارد.

شِیْتِل (به ییدیش: שייטל) نوعی کلاه‌گیس یا نیم‌کلاه‌گیس است که برخی زنان متأهل یهودی از آن به منظور دور زدن دستورهای هلاخا و صنیوت بهره می‌برند. هلاخا زنان یهودی را ملزم می‌دارد که مویشان را بپوشانند.این تأکید بر پوشش مو برای زن به‌اندازه‌ای است که گفته می‌شد زنان پارسا بر این امر مواظبت دارند که پوشش موی خود را حتی در خانه برندارند. این امر به‌تدریج به سنتی معمول و مقبول برای همهٔ زنان یهودی در قرون وسطی تبدیل شد. از اواخر سدهٔ ۱۸ بود که برخی از گروه‌های زنان یهود به عنوان پوشش سر از نوعی کلاه‌گیس به نام شیتل استفاده کردند که به عنوان یک بدعت از سوی برخی مقامات مذهبی، مانند موسی سوفر، با مخالفت روبه رو شد؛ اما به‌تدریج منجر به سست شدن رسم پوشش مو گشت.